# Trigonomma nigrum
Trigonomma nigrum är en tvåvingeart som först beskrevs av Becker 1916.  Trigonomma nigrum ingår i släktet Trigonomma och familjen fritflugor. Inga underarter finns listade i Catalogue of Life.